# Josef Gelinek
Joseph Gelinek, né à Tábor en Bohême-du-Sud (aujourd'hui République tchèque) le 3 décembre 1758 et mort à Vienne le 13 avril 1825, est un théologien, compositeur et pianiste autrichien.
D'abord ordonné prêtre, Gelinek se distingua dans le domaine de la musique comme pianiste virtuose (il fut remarqué par Mozart) et comme compositeur. Tombée dans l'oubli de nos jours, son œuvre eut un certain succès de son vivant. Gelinek fut l'ami de Haydn et de Beethoven. Il compta au début des années 1820 parmi les compositeurs invités à composer une variation sur un thème de Diabelli (voir Variations Diabelli).